# Buton
Buton (también conocida como Button, Butung o Boeton) es una isla de Indonesia, que se encuentra cerca de la costa de la península suroriental de las Célebes. Pertenece a la provincia de Célebes Suroriental.

## Historia
En tiempos precoloniales, la isla, entonces conocida como Butung, se encontraba en el área de influencia de Ternate. Especialmente en el siglo XVI servía como segundo centro regional del imperio, contralando el comercio regional y recaudando impuestos que eran enviados a Ternate. 
Puerto Murhum, en Bau-Bau, es el principal puerto de la isla, lleva su nombre en recuerdo de Sultán Murhum, el primer gobernante islámico de la isla.

## Geografía
La mayor ciudad de la isla es Bau-Bau, donde se hablan las lenguas Wolio y Cia-Cia. Las principales islas cercanas son Wowoni al norte, Muna y Kabaena al oeste (las cuatro forman el denominado "archipiélago de Buton") y Siumpu al suroeste. Las islas Tukangbesi, de las que el golfo de Kolowana Watabo (Teluk Kolowana Watabo) separa a Buton se encuentran al oeste. En ellas se habla la lengua Tukang Besi.
La isla de Batuatas se encuentra al sur.  El paso de Bouton (como se conocía antes de la independencia) era un importante canal de navegación en el norte del mar de Flores.

## Ecología
La isla está cubierta por selva tropical y es famosa por su fauna.  Es uno de los únicos dos hábitats del anoa, un tipo de búfalo.

## Población
La tribu cia-cia de la ciudad de Bau-Bau utiliza el alfabeto coreano hangeul para su idioma. La alfabetización se ha basado en textos del Instituto de Investigación Hunminjeongeum, una sociedad lingüística de Seúl. (enlace roto disponible en Internet Archive; véase el historial, la primera versión y la última).

## Economía
La isla genera una gran producción de asfalto y otros minerales.